# Wilkowo (gromada w powiecie świebodzińskim)
Wilkowo – dawna gromada, czyli najmniejsza jednostka podziału terytorialnego Polskiej Rzeczypospolitej Ludowej w latach 1954–1972.
Gromady, z gromadzkimi radami narodowymi (GRN) jako organami władzy najniższego stopnia na wsi, funkcjonowały od reformy reorganizującej administrację wiejską przeprowadzonej jesienią 1954 do momentu ich zniesienia z dniem 1 stycznia 1973, tym samym wypierając organizację gminną w latach 1954–1972.
Gromadę Wilkowo z siedzibą GRN w Wilkowie utworzono – jako jedną z 8759 gromad na obszarze Polski – w powiecie świebodzińskim w woj. zielonogórskim na mocy uchwały nr V/25/54 WRN w Zielonej Górze z dnia 5 października 1954. W skład jednostki weszły obszary dotychczasowych gromad Wilkowo, Ługów, Borów (bez przysiółka Lubogóra) i Rozłogi ze zniesionej gminy Wilkowo w tymże powiecie. Dla gromady ustalono 13 członków gromadzkiej rady narodowej.
1 stycznia 1959 do gromady Wilkowo włączono wsie Mostki, Przełazy i Zagórze ze zniesionej gromady Mostki w tymże powiecie.
1 stycznia 1972 do gromady Wilkowo włączono tereny o powierzchni 257 ha z miasta Świebodzin w tymże powiecie.
Gromada przetrwała do końca 1972 roku, czyli do kolejnej reformy gminnej.